# Gare de Rákos
La gare de Rákos (en hongrois : Rákos vasútállomás) est une gare ferroviaire secondaire de Budapest. 